# الف (رمان)
الف (به پرتغالی: O Aleph) یک رمان اثر پائولو کوئلیو نویسنده برزیلی است که در سال ۲۰۱۱ منتشر شد و در سال ۱۳۹۱ به فارسی برگردانده شد. این رمان چهاردهمین اثر کوئیلو است و درون مایه آن معنویت و سیر و سلوک معنوی است. این کتاب داستان درک و شناخت ناگهانی پائولو کوئلیو را حین سفر به آسیا و هنگامی که در قطار خط آهن سیبری بود روایت می‌کند. عنوان کتاب از داستان کوتاهی از خورخه لوئیس بورخس به همین نام اقتباس شده‌است، (الف اولین حرف از حروف الفبای عبری، عربی و فارسی است که معانی اسرارآمیز فراوانی دارد). کوئلیو چهار سال به جمع‌آوری اطلاعات برای این کتاب پرداخت و ظرف سه هفته آن را به تحریر درآورد.

## خلاصه
کتاب حکایت سفر طولانی پائولو کوئلیو به روسیه از طریق طولانی‌ترین خط آهن دنیا یعنی خط آهن سیبری است. وی در طول سفر با زنی به نام هلال آشنا می‌شود که او دروازه‌ای را به روی زندگی گذشتهٔ کوئلیو باز می‌کند، و در طول کتاب پائولو سعی دارد بخش‌های تاریک این گذشته را کشف کند.
کوئلیو دربارهٔ این کتاب می‌گوید: لحظه بینش و درک ناگهانی من در آسیا اتفاق افتاد هنگامی که در قطار با زنی ترکیه‌ای آشنا شدم و او باعث شد از زاویه‌ای دیگر به جهان اطرافم بنگرم، و همچنین برای اولین بار است که کتابی را دربرابر انظار عموم می‌نویسم، چون درضمن نوشتن کتاب خود، مدام توئیتر خود را به روز می‌کردم و جدیدترین اطلاعات دربارهٔ کتاب را دراختیار علاقه‌مندان می‌گذاشتم.